# 艾瑪紐歐·奧爾提加 (歌手)
艾瑪紐歐·奧爾提加（Emanuel Ortega，1977年—）是一個阿根廷流行音樂歌手。  他父親拉蒙·奧爾提加也是該國歌手，他首先加入「盜賊中的盜賊」樂團，接著再開始他的獨唱生涯。他1993年在阿根廷發布了首張白金專輯《Conociéndonos》

## 專輯列表
- 1994年：Conociéndonos
- 1995年：Soñé
- 1997年：Emanuel Ortega
- 1999年：A escondidas
- 2001年：Presente imperfecto
- 2003年：Ortega
- 2007年：El camino
- 2009年：Todo bien
- 2012年：Esta noche
- 2014年：Momentos 1993-2014